# Elecciones municipales de Ambato de 2019
Las elecciones municipales de Ambato de 2019 hacen referencia al proceso electoral que se llevó a cabo el 24 de marzo de dicho año con el fin de designar a las autoridades locales para el período 2019-2023.
Javier Altamirano quién había ocupado el tercer lugar en las elecciones pasadas, volvió a participar venciendo ampliamente al actual alcalde Luis Amoroso y al candidato favorito, el socialcristiano Luis Fernando Torres.

## Candidatos
| Lista   | Logo | Partido / Movimiento                                                                          | Candidato                   |
| ------- | ---- | --------------------------------------------------------------------------------------------- | --------------------------- |
| 1 35 20 |      | Más Proyecto Ciudadano Conformado por: - Centro Democrático - Alianza PAÍS - Democracia Sí    | Patricio Acosta Játiva      |
| 3       |      | Partido Sociedad Patriótica                                                                   | Gladys Zhigue Tituana       |
| 6 61    |      | Partido Social Cristiano Movimiento Tiempo de Cambio                                          | Luis Fernando Torres Torres |
| 7       |      | Adelante Ecuatoriano Adelante                                                                 | Mario Robayo Cardenas       |
| 8       |      | Avanza                                                                                        | Luis Amoroso Mora           |
| 9       |      | Movimiento Libertad es Pueblo                                                                 | Daniel Chipantiza Guato     |
| 10      |      | Fuerza Ecuador                                                                                | John Monar Martínez         |
| 12 63   |      | Fuerza Social y Solidaria Conformado por: - Izquierda Democrática - Movimiento Solidariamente | Javier Altamirano Sánchez   |
| 18      |      | Pachakutik                                                                                    | Jorge Raza Vargas           |
| 21      |      | Movimiento CREO                                                                               | José Luis Quishpe López     |
| 23      |      | Movimiento SUMA                                                                               | Juan Sevilla Sánchez        |
| 100     |      | Movimiento Tungurahua Unido                                                                   | Libio Cornejo Nuñez         |

## Resultados

### Elección de alcalde
| Lista   | Partido / Movimiento                                 | Candidato            | Votos | %      |
| ------- | ---------------------------------------------------- | -------------------- | ----- | ------ |
| 1 35 20 | Más Proyecto Ciudadano                               | Patricio Acosta      | 4564  | 2.11%  |
| 3       | Partido Sociedad Patriótica                          | Gladys Zhigue        | 2992  | 1.38%  |
| 6 61    | Partido Social Cristiano Movimiento Tiempo de Cambio | Luis Fernando Torres | 54586 | 25.22% |
| 7       | Adelante Ecuatoriano Adelante                        | Mario Robayo         | 1805  | 0.83%  |
| 8       | Avanza                                               | Luis Amoroso         | 36517 | 16.87% |
| 9       | Movimiento Libertad es Pueblo                        | Daniel Chipantiza    | 1555  | 0.72%  |
| 10      | Fuerza Ecuador                                       | John Monar Martínez  | 988   | 0,46%  |
| 12 63   | Fuerza Social y Solidaria                            | Javier Altamirano    | 95433 | 44.10% |
| 18      | Pachakutik                                           | Jorge Raza           | 5123  | 2.37%  |
| 21      | Movimiento CREO                                      | José Luis Quishpe    | 3436  | 1.59%  |
| 23      | Movimiento SUMA                                      | Juan Sevilla         | 2858  | 1.32%  |
| 100     | Movimiento Tungurahua Unido                          | Libio Cornejo        | 6553  | 3.30%  |

### Nómina de Concejales Electos

#### Circunscripción Urbana
| Partido                                                 | Concejal         |
| ------------------------------------------------------- | ---------------- |
| Izquierda Democrática Movimiento Solidariamente         | John Tello       |
| Izquierda Democrática Movimiento Solidariamente         | Maria Llerena    |
| Avanza                                                  | Salomé Marín     |
| Avanza                                                  | Anabell Pérez    |
| Partido Social Cristiano Movimiento Tiempo de Cambio    | María José López |
| Centro Democrático Alianza PAÍS Democracia Sí           | Alex Balladares  |
| Partido Socialista Ecuatoriano Fuerza Compromiso Social | Robinson Loaiza  |

#### Circunscripción Rural
| Partido                                              | Concejal          |
| ---------------------------------------------------- | ----------------- |
| Izquierda Democrática Movimiento Solidariamente      | Diana Caiza       |
| Izquierda Democrática Movimiento Solidariamente      | José Moreta       |
| Partido Social Cristiano Movimiento Tiempo de Cambio | Manuel Palate     |
| Partido Social Cristiano Movimiento Tiempo de Cambio | Cecilia Pérez     |
| Avanza                                               | Sandra Caiza      |
| Pachakutik                                           | Rumiñahui Llígalo |